# Deutsch-britisches Flottenabkommen

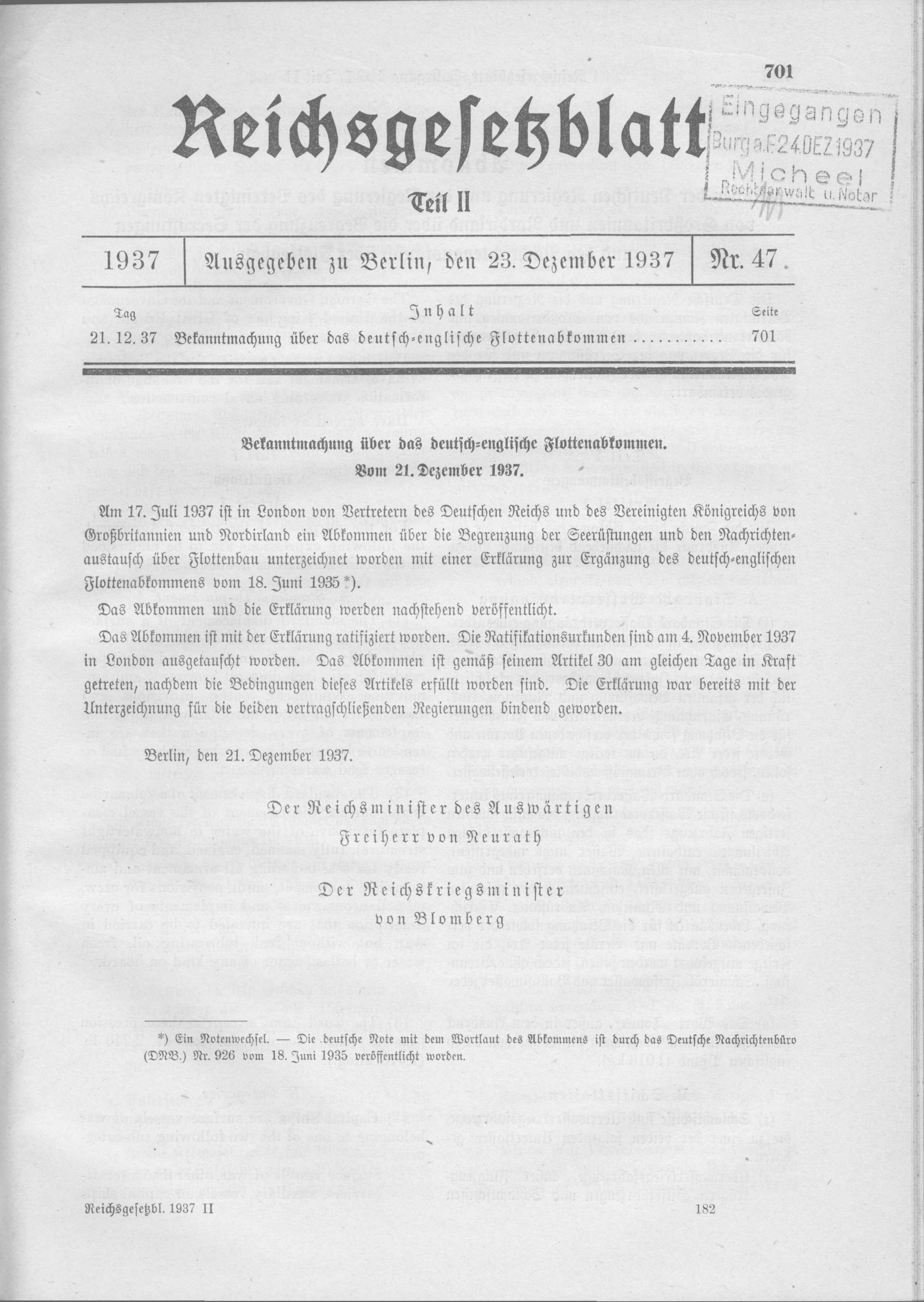
Bekanntmachung über das deutsch-englische Flottenabkommen vom 21. Dezember 1937

Mit der als deutsch-britisches Flottenabkommen bezeichneten Note vom 18. Juni 1935 gestattete die britische Regierung der deutschen, ihre Kriegsmarine auf 35 %, gemessen an der Stärke der Royal Navy, auszubauen. Dieses Abkommen, das durch die Methode des diplomatischen Notenaustausches das britische Parlament umging, ersetzte de facto die entsprechenden Bestimmungen des Versailler Vertrages.
Der Vorschlag, sich mit Großbritannien auf ein Stärkeverhältnis von etwa 1:3 zu verständigen, stammt aus dem Frühjahr 1934 und wurde Anfang Juni durch eine Weisung der Marineleitung bekräftigt, die eine Angleichung an die britische Tonnage in Höhe von 33,34 % vorgab.   Gleichzeitig sah sich das Auswärtige Amt jedoch nicht veranlasst, auf eine Teilnahme des Deutschen Reichs an der bevorstehenden internationalen Marinekonferenz hinzuwirken, die im folgenden Jahr in London stattfinden sollte, und setzte in dieser Frage auf rein bilaterale Gespräche. Nachdem das nationalsozialistische Deutsche Reich im Oktober des Vorjahres die Genfer Abrüstungskonferenz und den Völkerbund verlassen hatte, fühlte sich die Regierung unter Adolf Hitler an keine Rüstungsbeschränkung mehr gebunden. Da der damalige deutsche Wunschbündnispartner Großbritannien aber nicht verprellt werden durfte, schlug die Marineleitung eine vertragliche Begrenzung auf genannte 33,34 %, später aus praktischen Gründen 35 % der britischen Flotte vor, was der französischen und der italienischen Quote aus dem Washingtoner Flottenabkommen von 1922 entsprach. Der deutsche Wunsch nach einem Stärkeverhältnis von 50 % musste zurückgestellt werden. Noch vor Beginn der Vorgespräche mit der britischen Seite wies Erich Raeder den vertragswidrigen Bau von U-Booten an (sechs von ihnen wurden dementsprechend bereits wenige Tage nach Abschluss des Abkommens im Juni 1935 in Dienst gestellt). Zur Vorbereitung der ersten Kontaktaufnahmen im November 1934 informierte Raeder den Staatssekretär im Auswärtigen Amt Bernhard von Bülow über das Ansinnen und die Vorstellungen der Kriegsmarine.
Nach einer Mischung aus Angeboten (zahlreiche Anspielungen durch Hitler auf eine deutsch-britische Zusammengehörigkeit und diverse Friedensreden) und Drohungen (wie der kaum noch verhüllten Aufrüstung bei den U-Booten und der Luftwaffe) wurde im März 1935 während des Berlin-Aufenthaltes des britischen Außenministers Simon und des Lordsiegelbewahrers Eden eine deutsche Marinedelegation nach London eingeladen. Diese Delegation unter Vorsitz des späteren Botschafters und Außenministers Joachim von Ribbentrop begann ihre Verhandlungen mit den Briten am 4. Juni.
Als Verhandlungsgrundlage deutscherseits galten folgende Forderungen:
- qualitative Gleichberechtigung bei den Schiffstypen
- Festlegung der deutschen Flottenstärke auf 35 % der britischen
- Bemessung der 35 % nach Globaltonnage, d. h. freie Ausgestaltung der Zusammensetzung der Flotte

Darüber hinaus signalisierte Deutschland Bereitschaft, bestimmte britische Vorschläge für die Ende 1935 anberaumte internationale Flottenkonferenz zu unterstützen.
Nachdem Ribbentrop einleitend die Notwendigkeit einer zukünftigen engen deutsch-britischen Zusammenarbeit beschworen hatte, teilte Simon die britischen Intentionen mit: Die Gespräche und ein etwaiges Abkommen seien als Übergangsmaßnahme zu verstehen, bis Deutschland in ein internationales Flottenrüstungssystem eingebunden sein werde. Damit meinte er eine deutsche Teilnahme an der Flottenkonferenz, die Ende des Jahres in London tagen sollte. In den folgenden Tagen gelang es den Deutschen, die wesentlichsten Punkte durchzusetzen. In der Note vom 18. Juni teilte die britische Regierung ihr Einverständnis zu folgendem Rahmen mit:
- Permanentes Stärkeverhältnis von 35 zu 100.
- Deutschland verpflichtet sich, diese Grenze auch bei massiven Rüstungen anderer Mächte nicht zu überschreiten.
- Das Stärkeverhältnis gilt für die Gesamttonnage wie auch gesondert für die einzelnen Schiffsklassen.
- Bei den U-Booten darf Deutschland bis zu 100 % der britischen Stärke besitzen, jede Steigerung über 35 % muss dabei zu Lasten der anderen Schiffsklassen gehen. Deutschland erklärt, vorerst nicht über 45 % der britischen U-Boot-Stärke hinauszugehen.

Daraus ergaben sich folgende zulässige Gesamttonnagen der einzelnen Schiffsklassen (1 tn.l. ≈1016 kg):
- Schlachtschiffe   bis zu 183.750 tn.l.
- Schwere Kreuzer   bis zu 51.000 tn.l.
- Leichte Kreuzer   bis zu 67.000 tn.l.
- Flugzeugträger   bis zu 47.000 tn.l.
- Zerstörer   bis zu 52.000 tn.l.
- U-Boote   bis zu 24.000 tn.l.

Die Verpflichtung, dass Deutschland auch bei Aufrüstungen anderer Mächte die 35-%-Grenze einhalten musste, resultierte aus dem britischen Bemühen, das internationale Flottensystem aufrechtzuerhalten und ein neuerliches allgemeines Wettrüsten zu vermeiden. Die U-Boot-Waffe galt Mitte der 1930er Jahre als veraltet und durch neuartige technische Abwehrmittel ineffektiv, ein Entgegenkommen in diesem Punkte bis zu 100 % der zumal kleinen britischen U-Boot-Waffe erschien daher auf britischer Seite als relativ ungefährlich. Im Ganzen hatte das Abkommen Interimscharakter, der an der internationalen Flottenkonferenz von London Ende 1935 endgültig geklärt werden sollte. Zu der Konferenz, die bis zum 25. März 1936 tagte, wurde Deutschland dann doch nicht eingeladen. An die dort vereinbarten Bestimmungen schloss es sich durch einen bilateralen Vertrag mit Großbritannien am 17. Juli 1937 an (an die Bestimmung zum U-Boot-Einsatz nach Prisenordnung schon am 23. November 1936).
Mit den Ergebnissen war zumindest Hitler höchst zufrieden. Er bezeichnete den 18. Juni 1935 als den „schönsten Tag seines Lebens“, da er das Abkommen als ersten Schritt in Richtung des ersehnten Bündnisses mit dem Inselreich sah. Innerhalb der Kriegsmarine waren die Gefühle hingegen zwiespältig: Zwar erlaubte das Abkommen einerseits die sofortige Verdreifachung der eigenen Flottenstärke sowie den Bau von Schlachtschiffen und Flugzeugträgern, von denen die Marineleitung schon in den 1920er Jahren geträumt hatte. Andererseits sah man sich durch die 35 % auf eine Höchstgrenze festgelegt, die sich unterhalb der französischen befand. Wenngleich also eine für etwa zehn Jahre festgelegte, kontinuierliche Bauphase einsetzte, gingen interne Planungen schon bald über den Rahmen des Abkommens hinaus und kulminierten im „Z-Plan“ vom Januar 1939. Nachdem Hitler die „Rest-Tschechei“ hatte besetzen lassen, gaben Großbritannien und Frankreich eine Garantieerklärung für Polen ab. Großbritannien führte am 26. April 1939 die allgemeine Wehrpflicht ein. Die Garantieerklärung für Polen nahm Hitler am 28. April 1939 zum Anlass, sowohl das deutsch-britische Flottenabkommen als auch den Nichtangriffspakt mit Polen zu kündigen.
In Paris löste der Flottenpakt, welcher ausgerechnet am 120. Jahrestag des britisch-preußischen Sieges über die französischen Truppen in der Schlacht bei Waterloo unterzeichnet wurde, große Empörung aus. Der Botschafter in Berlin André François-Poncet meinte nach dem Krieg, er sei die „erste Bresche in der Mauer der Solidarität gegen Hitler“ gewesen.